# Mont de l'Enclus
Pour les articles homonymes, voir Mont de l'Enclus (homonymie).
 (août 2021).
Si vous disposez d'ouvrages ou d'articles de référence ou si vous connaissez des sites web de qualité traitant du thème abordé ici, merci de compléter l'article en donnant les références utiles à sa vérifiabilité et en les liant à la section « Notes et références ».
Le mont de l'Enclus (en néerlandais Kluisberg) est un mont des Ardennes flamandes, situé à la limite entre la Région flamande et la Région wallonne, entre les communes de Kluisbergen et du Mont-de-l'Enclus. Son altitude est de 151 mètres.
Le mont de l'Enclus est régulièrement emprunté par les courses cyclistes flamandes, comme le Tour des Flandres. À l'ouest du mont, il peut se monter dans le sens Kluisbergen - Orroir, comme dans l'édition 2007 du Tour des Flandres, ou dans l'autre sens comme lors de l'édition 2008. À l'est se situe la côte de Trieu (ou Knokteberg) qui se monte depuis Russeignies sur le versant sud, qui débouche non loin du Vieux Quaremont.

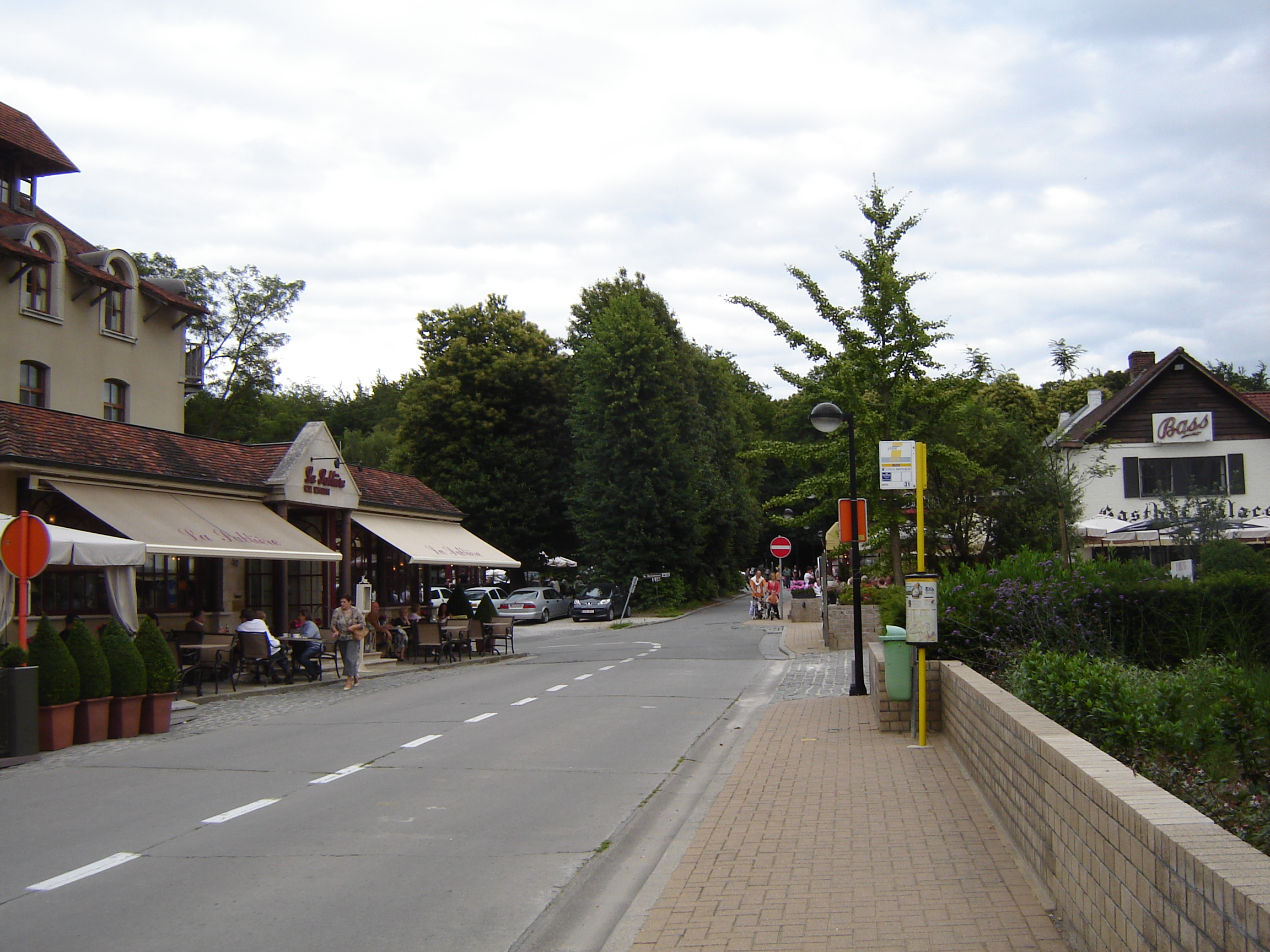
Le mont de l'Enclus, à gauche : la Région flamande, à droite, la Région wallonne.

Le mont de l'Enclus possède également un attrait touristique pour les belges néerlandophones comme pour les francophones (la limite linguistique se situant en haut de la côte), ainsi que pour les touristes du nord de la France. Une tour, de nombreux restaurants et magasins se situent au sommet.